# 指宿市立開聞中学校
指宿市立開聞中学校（いぶすきしりつかいもんちゅうがっこう）は、鹿児島県指宿市開聞十町にある市立中学校である。

## 概要
平成の市町村合併で指宿市が誕生するまでは、開聞町立開聞中学校で、旧開聞町唯一の中学校であった。2013年5月1日現在の生徒数は159名で、各学年2学級である。

## 校区
- 旧開聞町全体　
  - 開聞小学校校区
  - 川尻小学校校区

## 沿革
- 1947年（昭和22年） - 頴娃町立開聞中学校として設置される。同時に頴娃町立川尻小学校に川尻教場を設置[1]。
- 1949年（昭和24年） - 川尻教場が川尻分校となる[1]。
- 1950年（昭和25年） - 川尻分校が独立し、頴娃町立川尻中学校となる。
- 1951年（昭和26年）10月1日 - 頴娃町の一部より分離し開聞村が成立。開聞中学校及び川尻中学校は開聞町に引き継がれ、開聞村立開聞中学校及び開聞村立川尻中学校となる[1]。
- 1954年（昭和29年） - 利永村の一部を開聞村が編入、同時に町制施行し、開聞町立開聞中学校及び開聞町立川尻中学校にそれぞれ改称される。
- 1972年（昭和47年） - 開聞町立開聞中学校と開聞町立川尻中学校を統合し、開聞町立開聞中学校となる[1]。
- 2006年（平成18年） - 指宿市及び山川町、開聞町が新設合併し、指宿市となったのに伴い、指宿市立開聞中学校に改称。